# Irma Schmidegg
Irma Gräfin von Schmidegg (* 9. Jänner 1901 in Triest, Österreich-Ungarn; † 12. Juni 1991 in Innsbruck) war eine österreichische Skirennläuferin. Sie feierte Ende der 1920er und Anfang der 1930er Jahre mehrere Siege bei internationalen Rennen und gewann 1931 die Bronzemedaille in der Abfahrt bei den Weltmeisterschaften in Mürren.

## Biografie
Schmidegg wurde in Triest geboren, wo ihr Vater als Oberinspektor der Südbahn arbeitete. Noch vor ihrer Schulzeit übersiedelte die Familie nach Innsbruck, wo sie ersten Kontakt mit dem Skilauf bekam. Nach ihrer Schulausbildung begann sie intensiver mit dem Skisport. Ihre ersten Erfolge feierte Schmidegg 1929 bei den Arlberg-Kandahar-Rennen in St. Anton, bei denen sie Dritte in der Abfahrt wurde und den sechsten Platz im Slalom sowie den fünften Platz in der Kombination belegte. Außerdem wurde sie Tiroler Meisterin im Langlauf. Im Winter 1930 gewann sie das Parsenn-Derby in Davos und wurde Dritte in der Abfahrt von Lauterbrunnen.
1931 nahm Schmidegg an den später als erste Weltmeisterschaft gewerteten FIS-Wettkämpfen in Mürren teil. Dort gewann sie hinter den beiden Britinnen Esmé MacKinnon und Nell Carroll die Bronzemedaille im Abfahrtslauf und im Slalom belegte sie Rang zehn. Die „Lange Abfahrt“ beendete sie auf dem dritten Platz, dieser Bewerb wurde aber nicht als Weltmeisterschaftsdisziplin anerkannt. Nach den Wettkämpfen gewann sie zwei Abfahrten in Innsbruck und in Mürren.
Im Winter 1932 gewann Schmidegg bei den österreichischen Meisterschaften in Zell am See die Abfahrt, den Slalom und die Kombination. Bei den FIS-Wettkämpfen in Cortina d’Ampezzo, den zweiten Weltmeisterschaften, gewann sie diesmal keine Medaille. In der Abfahrt wurde sie Zehnte, im Slalom Achte und damit in der Kombination Siebente. Bei den Arlberg-Kandahar-Rennen 1932 wurde sie Fünfte in der Abfahrt und Siebente in der Kombination.
Im Winter 1933 bestritt Schmidegg ihre letzten Rennen, sie trat aber meist nur noch bei nationalen Bewerben an. Nach der Saison beendete sie im Alter von 32 Jahren ihre sportliche Karriere.

## Erfolge

### Weltmeisterschaften
- Mürren 1931: 3. Abfahrt, 10. Slalom
- Cortina d’Ampezzo 1932: 7. Kombination, 8. Slalom, 10. Abfahrt

### Österreichische Meisterschaften
- Österreichische Meisterin in der Kombination 1932